# La Chaussée (Vienne)
Chaussée – miejscowość i gmina we Francji, w regionie Nowa Akwitania, w departamencie Vienne.
Według danych na rok 1990 gminę zamieszkiwały 193 osoby, a gęstość zaludnienia wynosiła 14 osób/km² (wśród 1467 gmin regionu Poitou-Charentes Chaussée plasuje się na 804. miejscu pod względem liczby ludności, natomiast pod względem powierzchni na miejscu 643.).